# Явдохівка
Явдо́хівка — село в Україні, в Вакулівській сільській громаді Криворізького району Дніпропетровської області. Населення на  2015 рік — 44 мешканців.

## Географія
Село Явдохівка лежить на лівому березі річки Жовтенька, нижче за течією на відстані 1,5 км лежить село Мар'ївка, на протилежному березі — село Павлівка. На річці зроблено кілька загат. Поруч проходить автомобільна дорога Т 0419.

## Населення

### Мова
Розподіл населення за рідною мовою за даними перепису 2001 року:
| Мова       | Кількість | Відсоток |
| ---------- | --------- | -------- |
| українська | 85        | 91.4%    |
| російська  | 8         | 8.6%     |
| Усього     | 93        | 100%     |

## Постаті
- Лин Олександр Петрович (1970—2019) — старший солдат Збройних сил України, учасник російсько-української війни.